# Holger Rosenkrantz (1574–1642)
Holger Rosencrantz till Rosenholm, född 14 december 1574, död 28 oktober 1642, var en dansk adelsman, son till Jørgen Rosenkrantz (1523–1596), brorson till Erik Rosenkrantz (1519–1575). Han var far till den skånske landsdomaren, riksrådet Gunde Rosenkrantz (1604–1674), räntmästaren och hovmästaren på Sorö Jørgen Rosenkrantz (1607–1675) och geheimerådet Erik Rosenkrantz (1612–1681).
Rosencrantz var riksråd 1616–1627 och deltog i denna egenskap i mötet i Halmstad mellan Nordens båda kungar 1619. Han hade med största iver studerat 1590–1595 i Rostock och Wittenberg, särskilt teologi, och, skriver Emil Elberling i Nordisk Familjebok, "genomträngdes tidigt af kristligt allvar, så att han lade mera vikt vid ett djupare bibelstudium än vid dogmatiska stridsfrågor och i synnerhet kräfde personlig fromhet och sedligt lif". 
Rosenkrantz arbetade även för en bättre undervisning både vid universitetet och vid de lärda skolorna samt upprättade själv på Rosenholm en särskild skola för unga adelsmän och präster, som han sökte vinna för sin egen uppfattning. Djupt nedslagen av krigets olyckor, drog han sig 1629 tillbaka till Rosenholm, där han ägnade sig åt andaktsövningar och teologiska studier. Han brevväxlade dessutom med många utländska vetenskapsmän och fick tillnamnet "den lärde". 
Rosenkrantz författade en mängd religiösa avhandlingar och uppbyggelseskrifter, som dels spreds genom avskrifter, dels trycktes i Tyskland och Republiken Förenade Nederländerna för att undgå den teologiska censuren. Hans asketiska inriktning medförde nämligen avvikelser på flera viktiga punkter från den vid universitetet rådande stränga lutherdomen, så att han bland annat framhöll förtjänsten av goda gärningar mer än kyrkan gillade. 
En formell anklagelse väcktes mot honom, då han 1636 i företalet till "Fürstenspiegel" (av hertig Albrekt av Preussen) öppet uttalade sina åsikter, och han måste på kungens befallning avge en utförlig förklaring, Veritas viæ vitæ æternæ (1637). Striden avstannade likväl inte därigenom, och det var endast Rosenkrantz samhällsställning, som skyddade honom mot verklig förföljelse.